# Президентские выборы в Сальвадоре (2019)
Президентские выборы 2019 года в Сальвадоре прошли 3 февраля. Выборы стали восьмыми с момента принятия Конституции 1983 года и шестыми после подписания мирных соглашений 1992 года, которые закончили десятилетия гражданской войны. На выборах избирались президент и вице-президент Республики на период с 1 июня 2019 года до 30 мая 2024 года.
Для определения кандидатов на пост президента и вице-президента, политические партии должны были провести первичные выборы в соответствии с положениями Закона о политических партиях. В отличие от выборов в законодательные органы, регистрация беспартийных кандидатов не допускалась.
Уже после подсчёта 90 % бюллетеней ЦИК заявил, что бывший мэр кандидат от Широкого альянса за национальное единство Найиб Букеле набрал более 53 % голосов, что снимает необходимость во втором туре выборов, который планировался на март.

## Кандидаты
| Партия | Партия                                                        | Кандидат в президенты | Кандидат в вице-президенты |
| ------ | ------------------------------------------------------------- | --------------------- | -------------------------- |
|        | Националистический республиканский альянс (ARENA)             | Карлос Кальеха        | Кармен Аида Лазо           |
|        | Фронт национального освобождения имени Фарабундо Марти (FMLN) | Уго Мартинес          | Карина Соса                |
|        | Широкий альянс за национальное единство (GANA)                | Найиб Букеле          | Феликс Ульоа               |
|        | VAMOS                                                         | Хозе Альварадо        | Роберто Ривера             |

## Результаты
| Кандидат                                   | Кандидат                             | Партия                                                 | Голоса    | %       |
| ------------------------------------------ | ------------------------------------ | ------------------------------------------------------ | --------- | ------- |
|                                            | Найиб Букеле                         | Широкий альянс за национальное единство                | 1 434 856 | 53,10   |
|                                            | Карлос Кальеха                       | Националистический республиканский альянс              | 857 084   | 31,72   |
|                                            | Уго Мартинес                         | Фронт национального освобождения имени Фарабундо Марти | 389 289   | 14,41   |
|                                            | Хозе Альварадо                       | VAMOS                                                  | 20 763    | 0,77    |
| Недействительных/пустых бюллетеней         | Недействительных/пустых бюллетеней   | Недействительных/пустых бюллетеней                     | 31 186    | -       |
| Всего                                      | Всего                                | Всего                                                  | 2 733 178 | 100     |
| Зарегистрированных избирателей/ Явка       | Зарегистрированных избирателей/ Явка | Зарегистрированных избирателей/ Явка                   | 5 268 411 | 51,88 % |
| Источник: Верховный избирательный трибунал |                                      |                                                        |           |         |